# Индустријска зона (Каљари)
Индустријска зона је насеље у Италији у округу Каљари, региону Сардинија.
Према процени из 2011. у насељу је живело 90 становника. Насеље се налази на надморској висини од 6 м.